# Khirbat as Sahilah
 Khirbat as Sahilah  (arabă خربة السحيلة)  este un mic sat din Guvernoratul Madaba din vestul Iordaniei.